# 宋敏莉
宋敏莉（葡萄牙語：Song Man Lei，1966年2月—）是澳門终审法院的三名法官之一。宋敏莉在北京大学获得法律学士及硕士学位，曾参与葡萄牙科英布拉大学的葡语课程。2011 年，澳門行政长官崔世安根据推荐法官的独立委员会推荐，任命当时任助理检察长的宋敏莉为澳门特别行政区终审法院法官，以替代已離世的朱健法官。2024年12月2日，行政長官賀一誠任命其作為終審法院院長。
宋敏莉生於1966年。北京大學法律系學士、碩士，後赴葡萄牙科英布拉大學文學院學習葡文，就讀澳門大學澳門法律導論課程，參加澳門司法官培訓中心培訓。自1996年9月起，先後擔任澳門及澳門特區檢察院檢察官。2000年3月至今，擔任助理檢察長，並於檢察院駐終審法院及中級法院辦事處工作。曾於回歸前後擔任司法官培訓中心及法律暨司法培訓中心教學委員會非常設委員，亦曾受邀於澳門大學擔任兼職教師。宋敏莉是首位本地檢察官，且為本地所有司法官中年資最長的一位。她長期以檢察院第一助理檢察長的身份，代表檢察院參與終審法院及中級法院的訴訟工作。